# Grapefruit (album)
Grapefuit (グレープフルーツ?, Gureipufuruto) è l'album di debutto della cantante giapponese Maaya Sakamoto. La produzione e la composizione di tutti i brani è opera Yōko Kanno, mentre la stessa Sakamoto ha scritto il testo di Migi Hoppe no Nikibi e Orange Iro to Yubikiri, oltre che Feel Myself insieme a Yūho Iwasato.

## Tracce
1. Feel Myself - 6:56
2. I and I - 5:18
3. Grapefuit (グレープフルーツ?, Gureipufuruutsu) - 5:23
4. Migi Hoppe no Nikibi (右ほっペのニキビ?) - 4:05
5. Pocket wo Kara ni Shite (ポケットを空にして?) - 4:04
6. Orenji Iro to Yubikiri (オレンジ色とゆびきり?) - 4:46
7. Aoi Hitomi (Remix) (青い瞳?) - 3:19
8. Yakusoku wa iranai (約束はいらない?) - 	3:34
9. My Best Friend (Versione inglese di Tomodachi) - 3:42
10. Kaze ga Fuku Hi (Maaya version) (風が吹く日 The Day When the Wind Blows?) - 5:56
11. Sono Mama de Ii n da (そのままでいいんだ It's Okay That Way?) - 4:51

## Classifiche
| Classifica           | Posizione massima |
| -------------------- | ----------------- |
| Oricon Weekly Albums | #76               |